# Phacelia integrifolia
Espèce
Classification phylogénétique
Phacelia integrifolia est une plante herbacée annuelle de la famille des Hydrophyllaceae selon la classification classique ou des Boraginaceae selon la classification phylogénétique, originaire du sud-ouest américain et du nord du Mexique.

## Description morphologique

### Appareil végétatif
Cette plante de 15 à 75 cm de hauteur présente des tiges feuillées assez fortes, glanduleuses et collantes, dégageant une mauvaise odeur. Les feuilles, d'environ 7,5 cm de long, sont en forme d'ovale étroit, festonnées ou lobées de façon superficielle.

### Appareil reproducteur
La floraison survient de mars à septembre.
L'inflorescence est une cyme située au sommet des tiges. Les fleurs, mauve ou bleu-mauve, font 6 mm de diamètre et ont une forme d'entonnoir. La corolle, aux pétales soudés à la base, présente 5 lobes libres. Les étamines, au nombre de cinq, dépassent de la corolle. Les fruits sont des capsule (botanique)s ne contenant que quatre graines sombres. Chaque graine présente deux rainures sur le côté interne, qui ne contiennent aucune ride (ce qui distingue cette espèce d'espèce proches).
La multiplication se fait essentiellement par les graines.

## Répartition et habitat
On trouve Phacelia integrifolia dans les zones rocheuses ou sableuses des déserts, ou dans les plaines arides, ou dans les zones boisées arides dans l'association végétale Pinus-Juniperus.
Elle pousse sur sol sec et préfère les situations semi-ombragées.
Son aire de répartition va, au nord, de l'Utah, au Kansas et à l'Oklahoma, et au sud, jusqu'au Texas, au Nouveau-Mexique, à l'Arizona et au nord du Mexique,.

## Systématique
Cette espèce a été décrite en 1827 par le médecin, chimiste et botaniste américain John Torrey dans les "Annals of the Lyceum of Natural History of New York".
Selon Catalogue of Life, cette espèce présente deux variétés:
- Phacelia integrifolia var. integrifolia Torr.
- Phacelia integrifolia var. texana (J. Voss) Atwood, qui ne se trouve qu'au Nouveau-Mexique et au Texas.

Selon le Missouri Botanical Garden, il en existerait cinq:
- Phacelia integrifolia var. arenicola  (Brandegee) Brand 1913
- Phacelia integrifolia var. integrifolia
- Phacelia integrifolia var. palmeri  (Torr. ex S. Watson) A. Gray 1875
- Phacelia integrifolia var. robusta  J.F. Macbr. 1917
- Phacelia integrifolia var. texana  (J.W. Voss) N.D. Atwood 1975

Une sixième, Phacelia integrifolia var. typica J.W. Voss 1937 est non valide et synonyme de Phacelia integrifolia var. integrifolia.

## Phacelia integrifolia
Cette espèce est parfois utilisée comme plante d'ornement dans des rocailles ou des pelouses fleuries.

### Autres médias
- Galerie de photos sur le site Calphotos de l'University of California, Berkeley